# Jeff Glass
Jeff Glass (ur. 19 listopada 1985 w Calgary) – kanadyjski hokeista.
Jego młodszy brat Trevor (ur. 1988) także jest hokeistą.

## Kariera
- Kootenay Ice (2002–2005)
- Binghamton Senators (2005–2009)
  -  Charlotte Checkers (2005)
- Barys Astana (2009–2012)
- Sibir Nowosybirsk (2012–2013)
- Spartak Moskwa (2013–2014)
- CSKA Moskwa (2014)
- Łada Togliatti (2014–2015)
- Dynama Mińsk (2015–2016)
- Toronto Marlies (2016–2017)
- Rockford IceHogs (2017–2018)
- Chicago Blackhawks (2017–2018)
- Toronto Marlies (2018)
- San Diego Gulls (2018–2019)
- EHC Linz (2020–)

Wychowanek Midnapore MHA. Od sierpnia 2009 roku zawodnik Barysu Astana. W czerwcu 2011 roku przedłużył kontrakt z klubem o dwa lata, jednak w sierpniu 2012 roku został zawodnikiem Sibiru Nowosybirsk, wiążąc się rocznym kontraktem. Zawodnikiem klubu był do końca sezonu KHL (2012/2013). Od maja 2013 zawodnik Spartaka Moskwa, związany dwuletnim kontraktem. Od stycznia do lipca 2014 zawodnik CSKA Moskwa. Od lipca 2014 zawodnik Łady Togliatti. Odszedł z klubu w kwietniu 2015. Od maja 2015 zawodnik Dynama Mińsk. Odszedł z klubu z końcem kwietnia 2016. Od sierpnia 2016 w klubie Toronto Maple Leafs, z którego został przekazany do Toronto Marlies. Od stycznia 2017 w klubie Rockford IceHogs. Od lutego 2017 zawodnik Chicago Blackhawks, związany dwuletnim kontraktem. We wrześniu 2018 przeszedł do Calgary Flames, jednak w sezonie 2018/2019 grał w zespole podległym Toronto Marlies, a w grudniu 2018 przeszedł do San Diego Gulls. W styczniu 2020 został bramkarzem austriackiego klubu EHC Linz.

## Sukcesy
Reprezentacyjne
- Złoty medal mistrzostw świata juniorów do lat 20: 2005

Klubowe
- Scotty Munro Memorial Trophy: 2005 z Kootenay Ice
- Puchar Spenglera: 2015 z Team Canada

Indywidualne
- Sezon WHL / CHL 2004/2005:
  - CHL First All-Star Team
  - Najlepszy bramkarz sezonu CHL
  - Del Wilson Trophy – najlepszy bramkarz sezonu WHL
- Mistrzostwa świata juniorów w hokeju na lodzie:
  - Pierwsze miejsce w klasyfikacji średniej bramek straconych na mecz: 1,40
- ECHL All-Star Game: 2006
- Sezon KHL (2012/2013):
  - Piąte miejsce w klasyfikacji skuteczności interwencji w sezonie zasadniczym: 93,3%
  - Drugie miejsce w klasyfikacji skuteczności interwencji w fazie play-off: 94,1%
  - Piąte miejsce w klasyfikacji średniej goli straconych na mecz w fazie play-off: 1,77
  - Piąte miejsce w klasyfikacji meczów bez straty gola w fazie play-off: 3